# ديفيد فولرتون
ديفيد فولرتون (بالإنجليزية: David Fullerton) هو مصرفي وسياسي أمريكي، ولد في 4 أكتوبر 1772 في الولايات المتحدة، وتوفي في 1 فبراير 1843 في الولايات المتحدة. حزبياً، نشط في الحزب الجمهوري الديمقراطي. وقد انتخب عضو مجلس ولاية بنسيلفانيا وانتخب عضو مجلس النواب الأمريكي.